# Jared Goldberg
Jared Goldberg (Boston, 17 giugno 1991) è uno sciatore alpino statunitense.

## Biografia

### Stagioni 2007-2012
Goldberg, originario di Holladay, ha fatto il suo esordio in gare FIS il 6 dicembre 2006, giungendo 41º in uno slalom speciale a Winter Park. Tre anni dopo, il 2 febbraio 2009, ha debuttato in Nor-Am Cup partecipando allo slalom speciale disputato a Nakiska, non riuscendo a concludere la prova.
Il 12 dicembre 2011 ha conquistato il primo podio in Nor-Am cup, nella supercombinata tenutasi nella località canadese di Panorama, alle spalle di due atleti locali: Erik Read e Phil Brown. L'11 gennaio 2012 ha quindi esordito in Coppa Europa, classificandosi 55º nella discesa libera disputata a Val-d'Isère.

### Stagioni 2013-2025
Il 25 novembre 2012 ha partecipato per la prima volta ad una competizione di Coppa del Mondo chiudendo 60º nella discesa libera di Lake Louise; ha colto i primi punti nel massimo circuito internazionale il 1º dicembre successivo a Beaver Creek in supergigante (30º). Il 5 dicembre seguente ha ottenuto la sua prima vittoria in Nor-Am Cup aggiudicandosi la discesa libera di Copper Mountain e al termine della stagione ha conquistato il trofeo continentale, vincendo anche la classifica di discesa libera.
Nel 2014 ha preso parte ai XXII Giochi olimpici invernali di Soči 2014, sua prima presenza olimpica, classificandosi 19° nello slalom gigante e 11° nella supercombinata, mentre all'esordio iridato, Vail/Beaver Creek 2015, è stato 20º nella discesa libera e 29º nella combinata. Due anni dopo, ai Mondiali di Sankt Moritz 2017 si è classificato 20º nella discesa libera e 21º nella combinata. Ai XXIII Giochi olimpici invernali di Pyeongchang 2018 si è classificato 20º nella discesa libera, 24º nel supergigante e 36º nella combinata. Il 29 febbraio 2020 ha ottenuto a Kvitfjell in discesa libera la prima vittoria in Coppa Europa; l'anno dopo ai Mondiali di Cortina d'Ampezzo 2021 si è classificato 20º nella discesa libera, 15º nel supergigante e non ha completato la combinata, mentre a quelli di Courchevel/Méribel 2023 si è piazzato 26º nella discesa libera. Il 20 dicembre 2024 ha conquistato il suo primo podio in Coppa del Mondo nel supergigante della Val Gardena (2º) e ai successivi Mondiali di Saalbach-Hinterglemm 2025 è stato 24º nella discesa libera e 25º nel supergigante.

## Palmarès

### Coppa del Mondo
- Miglior piazzamento in classifica generale: 53º nel 2024
- 1 podio (in supergigante):
  - 1 secondo posto

### Coppa Europa
- Miglior piazzamento in classifica generale: 38º nel 2020
- 2 podi (entrambi in discesa libera):
  - 1 vittoria
  - 1 secondo posto

#### Coppa Europa - vittorie
| Data             | Località  | Paese    | Specialità |
| ---------------- | --------- | -------- | ---------- |
| 29 febbraio 2020 | Kvitfjell | Norvegia | DH         |

Legenda:

DH = discesa libera

### Nor-Am Cup
- Vincitore della Nor-Am Cup nel 2013
- Vincitore della classifica di discesa libera nel 2013
- 23 podi:
  - 7 vittorie
  - 8 secondi posti
  - 8 terzi posti

#### Nor-Am Cup - vittorie
| Data             | Località        | Paese       | Specialità |
| ---------------- | --------------- | ----------- | ---------- |
| 5 dicembre 2012  | Copper Mountain | Stati Uniti | DH         |
| 6 dicembre 2012  | Copper Mountain | Stati Uniti | DH         |
| 16 dicembre 2012 | Panorama        | Canada      | SG         |
| 16 dicembre 2012 | Panorama        | Canada      | SC         |
| 23 marzo 2022    | Sugarloaf       | Stati Uniti | DH         |
| 23 marzo 2022    | Sugarloaf       | Stati Uniti | DH         |
| 23 marzo 2023    | Whistler        | Canada      | DH         |

Legenda:

DH = discesa libera

SG = supergigante

SC = supercombinata

### Australia New Zealand Cup
- Miglior piazzamento in classifica generale 6º nel 2010
- 1 podio:
  - 1 vittoria

#### Australia New Zealand Cup - vittorie
| Data           | Località     | Paese     | Specialità |
| -------------- | ------------ | --------- | ---------- |
| 18 agosto 2009 | Mount Hotham | Australia | GS         |

Legenda:

GS = slalom gigante

### Campionati statunitensi
- 9 medaglie[1][2]:
  - 4 ori (discesa libera nel 2013; discesa libera nel 2020; discesa libera nel 2021; discesa libera[3] nel 2022)
  - 4 argenti (supergigante nel 2012; supergigante nel 2013; discesa libera nel 2014; supergigante nel 2017)
  - 1 bronzo (slalom gigante nel 2014)

### Campionati statunitensi juniores
- 3 medaglie[1]:
  - 1 oro (combinata nel 2010)
  - 1 argento (discesa libera nel 2011)
  - 1 bronzo (slalom gigante nel 2011)